# Jules Pasdeloup

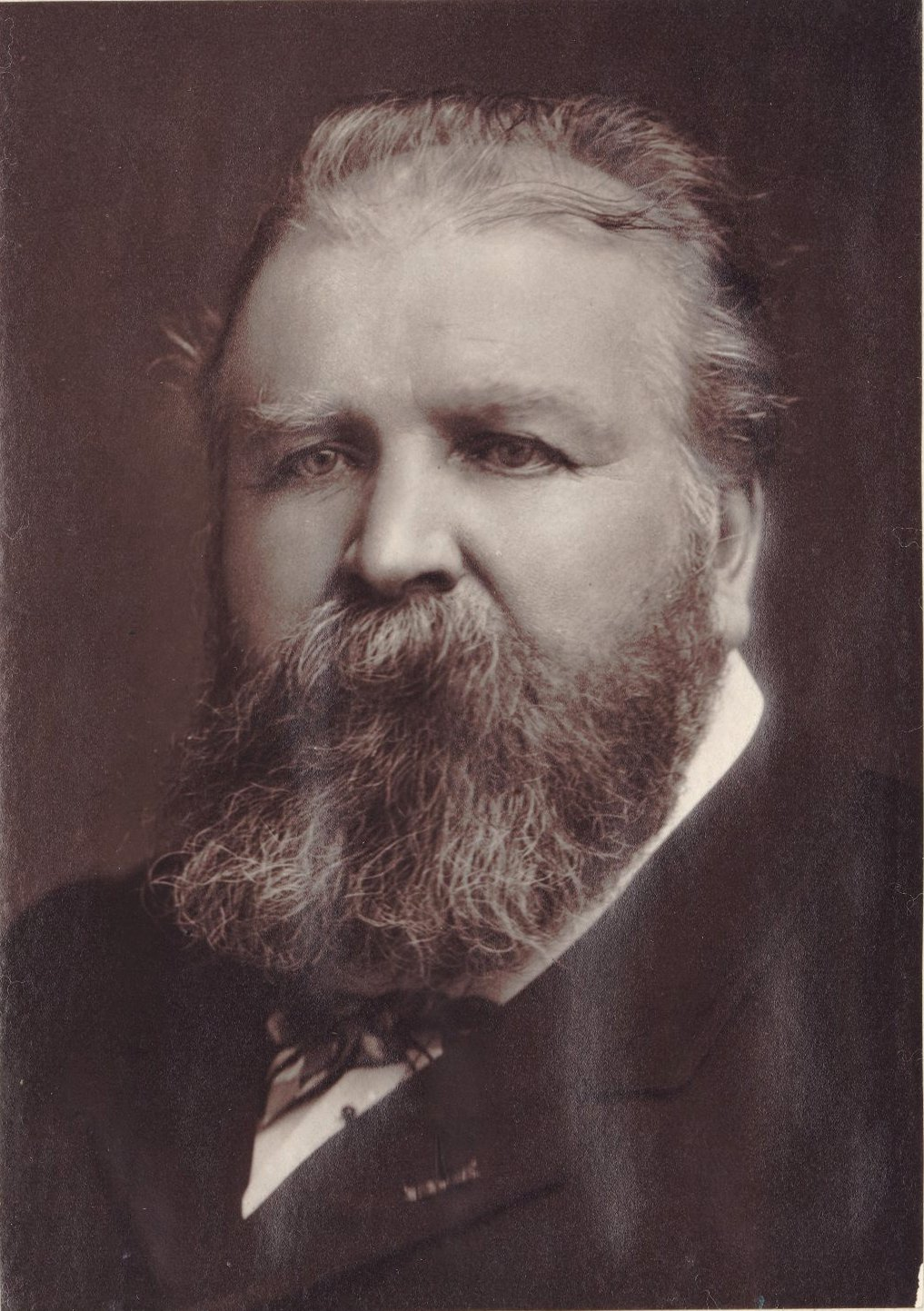
Jules Pasdeloup

Jules Étienne Pasdeloup (Parigi, 15 settembre 1819 – Fontainebleau, 13 agosto 1887) è stato un direttore d'orchestra francese, fondatore dei Concerts Pasdeloup.

## Biografia
Studiò pianoforte al Conservatoire de Paris dove si aggiudica il primo premio di solfeggio nel 1832 e di pianoforte nel 1834. Insegnerà poi al Conservatorio dal 1841 al 1868.
Nel 1853 fondò, e ne divenne direttore stabile, Le concerts symphoniques de la Société des jeunes artistes à Paris (primo concerto 20 febbraio 1853) che divenne poi Société des jeunes artistes du Conservatoire impérial de musique (1856-1865). Nel 1861 fondò poi i Concerts Populaires (primo concerto il 27 ottobre 1861 al Cirque d'hiver a Parigi) che in seguito assunsero la denominazione Concerts Pasdeloup.
Fondò anche la Société des oratorios (1868) e divenne direttore d'orchestra del Théâtre Lyrique (1868-1870).
I Concerts Populaires vennero abbandonati nel 1884 a seguito della concorrenza esercitata dai Concerts Colonne e dai Concerts Lamoureux ma vengono ripresi nel 1886 ed il 1887.
Oggi l'Orchestre des Concerts Pasdeloup è la più antica orchestra sinfonica francese ancora in attività.